# Karin Knorr Cetina
Karin Knorr Cetina (también Karin Knorr-Cetina) (Graz, Austria, 19 de julio de 1944) es una socióloga austriaca conocida por su trabajo en epistemología y construccionismo social, presentado en los libros La fabricación del conocimiento: un ensayo sobre el carácter constructivista y contextual de la ciencia (1981) y Culturas Epistémicas: Cómo las Ciencias hacen Conocimiento (1999). Actualmente se enfoca en el estudio de microestructuras globales y estudios sociales de las finanzas. Knorr Cetina es profesora de Teoría Sociológica en la Universidad de Constanza y profesora visitante en la Universidad de Chicago.
Un objeto de conocimiento es un concepto teórico introducido por Knorr Cetina para describir la aparición de relaciones post-sociales en culturas epistémicas. Los objetos de conocimiento son diferentes de los objetos cotidianos y están definidos como estructuras desdobladas no-idénticas con ellas mismas. Jyri Engeström basó su concepto de objetos sociales en este concepto.

## Formación y Carrera
Knorr-Cetina estudió en la Universidad de Viena y recibió su Doctorado en Antropología Cultural en 1971. Su tesis se centró en el análisis estructural de la literatura oral. Cambió luego su foco hacia la sociología, cuando encontró que la antropología cultural de ese momento estaba demasiado centrada en preocupaciones históricas, mientras ella se interesaba más en fenómenos sociales contemporáneos. Siguiendo la conclusión de su doctorado, Knorr-Cetina fue al Instituto de Estudios Avanzados de la Universidad de Viena, donde obtuvo su posdoctorado en sociología, y un cargo como profesora en antropología y luego sociología. Durante ese tiempo, Knorr-Cetina inició sus investigaciones empíricas sobre la ciencia, que condujeron a la publicación en 1975 de Determinantes y Controles de Desarrollo Científico (con Hermann Strasser y Hans Georg Zilian) . Fue durante estos años que encontró el trabajo etnometodológico de Aaron Cicourel, específicamente "Método y medida en sociología".
Entre 1976-77, Knorr-Cetina recibió una beca de la Fundación Ford para estudiar en el Instituto para el Estudio de Cambio Social en la Universidad de California, Berkeley. Poco antes de su llegada, el filósofo y sociólogo francés Bruno Latour y el sociólogo británico Steven Woolgar empezaron sus estudios "de laboratorio" en el Instituto Salk en California. El trabajo de Korr-Cetina en Berkeley finalmente contribuyó a esta red de estudios de laboratorio, en los tardíos 1970s, el cual finalmente devendría un campo de los Estudios Sociales de Ciencia y Tecnología. La búsqueda empírica conducida en Berkeley también le devino la publicación en 1981 de La fabricación del conocimiento: un ensayo sobre el carácter constructivista y contextual de la ciencia. Knorr-Cetina también recibió un cargo en sociología en la Universidad de Bielefeld en 1981, sirviendo como profesora de Sociología entre 1983 a 2001. Su trabajo en los estudios sociales de ciencia durante estos años culminan en su libro ampliamente citado: Culturas Epistémicas: Cómo las Ciencias hacen Conocimiento, publicado en 1999.
El avance de Knorr-Cetina por entender cómo la tecnología se media socialmente, la dirigió a seleccionar mercados financieros globales como nuevo "laboratorio" para estudiar el conocimiento en la sociedad. La primera sugerencia de este nuevo campo fue su artículo "Socialidad con objetos: relaciones sociales en sociedades post-sociales de conocimiento" (1997), seguido más tarde por su conferencia en "El Estado del Objeto en Ciencias Sociales," en Universidad de Brunel en septiembre de 1999. El artículo presentado en esta conferencia se titula "El Mercado como un Objeto de acoplamiento: Explorando Relaciones Postsociales en Mercados Financieros", más tarde publicado en 2000. Su coautor es Urs Bruegger, un conocido comerciante cambista. Ambos colaboraron en una docena de artículos sobre mercados financieros globales.

## La Situación Sintética: Interaccionismo para un Mundo Global
La conferencia de Knorr Cetina “La Situación Sintética: Interaccionismo para un Mundo Global” de 2008 es vital para repensar ciertas premisas sobre comunicación y orden de interacción, anteriormente enunciadas por sociólogos como Erving Goffman. En la conferencia, Knorr Cetina introduce y explica conceptos nuevos con respecto a la interacción global. A pesar de que Goffman es ampliamente conocido y leído en estas áreas, mucho ha cambiado desde su tiempo y Knorr Cetina se esfuerza por conceptualizar tales cambios.
La introducción de la “situación sintética” es un concepto nuevo. Está definido como situación que “…invariablemente incluye, y de hecho puede ser enteramente constituida por, proyecciones de pantalla". Una situación sintética, por tanto, puede manifestarse en muchas maneras, formales e informales. Ejemplos de ello incluyen una charla de vídeo en línea, jugar videojuegos contra otros en Internet, o incluso un trato empresarial realizado vía videoconferencia. Esta idea puede ser vista a raíz del adelanto tecnológico en años recientes, y añade una dimensión nueva a la situación social de Goffman, donde la interacción presencial era requerida. Knorr Cetina explica la diferencia de las dos situaciones por el uso de cirugía. Una situación goffmaniana ocurre sólo cuando existen el cirujano y el paciente. Una situación sintética surge, aun así, cuándo el cirujano usa tecnologías como una sonda y una pantalla para cumplir la tarea a mano. Sin mirar al paciente a través de la pantalla, el trabajo no sería capaz de ser realizado y quedaría como una situación presencial, social.

## Premios y reconocimientos
- 2009 John Desmond Bernal Premio de la Sociedad para Estudios Sociales de Ciencia.[5]
- 2005 Doctorado Honorario de la Universidad de Lucerne.